# ホセ・フォンタン
ホセ・マヌエル・フォンタン・モンドラゴン（José Manuel Fontán Mondragón、2000年2月11日 - ）は、スペイン・ガリシア州ビラガルシーア・デ・アロウサ出身のサッカー選手。FCアロウカ所属。ポジションはDF。

## クラブ経歴
2011年にセルタ・デ・ビーゴのカンテラに入団し、2018-19シーズンにBチームへと昇格した。
2020年1月23日、コパ・デル・レイのCDミランデス戦でプロデビューを果たすと、10月1日のFCバルセロナとのリーグ戦にてラ・リーガデビューを飾った。
2022年6月18日、2022-23シーズンはエールディヴィジのゴー・アヘッド・イーグルスへレンタル移籍することが発表された。
2023年8月21日、FCカルタヘナへの1シーズンのレンタル移籍が決定した。
2024年7月4日、FCアロウカに2年契約で移籍した。